# پنجشنبه آخر ماه

پنجشنبه آخر ماه فیلمی به کارگردانی ماشاالله شاهمرادی‌زاده و نویسندگی علی مینایی محصول سال ۱۳۹۰ است.
داستان فیلم درباره ی چند دانشجوی جوان است که برای یک جشن به خانه ی دوستشان مجید میروند و با ورود یک روحانی سالخورده برایشان حوادثی پیش می آید که ....

## بازیگران
- محمود پاک‌نیت در نقش روحانی
- علی بکائیان در نقش کامران
- شبنم قلی خانی در نقش الهه
- علی کشوری  در نقش محمد
- مجتبی قربانی در نقش پرویز
- سینا مهراد در نقش آرش
- لاله کریمی  در نقش ساناز
- سعیده عرب  در نقش عفت خانم
- علی انوریان  در نقش اوستا حیدر
- ناصر فروغ  در نقش تقی
- جواد اصغری در نقش سعید